# Denis Healey
Denis Healey (født 30. august 1917, døde 3. oktober 2015) er en tidligere britisk politiker fra Labour-partiet. Han var med til at stifte den hemmelighedsfulde Bilderberggruppe i 1954. Han var Chancellor of the Exchequer (finansminister) i årene 1974-79 under premierministrene Harold Wilson og James Callaghan. I 1980 var han tæt på at blive valgt til at efterfølge Callaghan som leder for Labour, men blev slået af den mere venstreorienterede Michael Foot.